# Salvador aux Jeux olympiques d'été de 2012
Le Salvador participe aux Jeux olympiques d'été de 2012 à Londres (Royaume-Uni), du 27 juillet au 12 août de la même année, pour la 10e fois lors de Jeux d'été.

## Athlétisme
Les athlètes du Salvador ont jusqu'ici atteint les minima de qualification dans les épreuves d'athlétisme suivantes (pour chaque épreuve, un pays peut engager trois athlètes à condition que chacun d'entre eux ait réussi les minima A de qualification, un seul athlète par nation est inscrit sur la liste de départ si seuls les minima B sont réussis),.
Hommes
Courses
| Athlète           | Épreuve      | Séries   | Séries | Quarts de finale | Quarts de finale | Demi-finales | Demi-finales | Finale       | Finale |
| Athlète           | Épreuve      | Résultat | Rang   | Résultat         | Rang             | Résultat     | Rang         | Résultat     | Rang   |
| ----------------- | ------------ | -------- | ------ | ---------------- | ---------------- | ------------ | ------------ | ------------ | ------ |
| Emerson Hernandez | 50 km marche | NC       | NC     | NC               | NC               | NC           | NC           | 3:53:57 (RN) | 27e    |

Femmes
Courses
| Athlète           | Épreuve | Séries       | Séries | Quarts de finale | Quarts de finale | Demi-finales | Demi-finales | Finale   | Finale |
| Athlète           | Épreuve | Résultat     | Rang   | Résultat         | Rang             | Résultat     | Rang         | Résultat | Rang   |
| ----------------- | ------- | ------------ | ------ | ---------------- | ---------------- | ------------ | ------------ | -------- | ------ |
| Gladys Landaverde | 1 500 m | 4:18.26 (RN) | 39e    | NC               | NC               | –            | –            | –        | –      |

## Aviron
Hommes
| Athlète       | Compétition | Séries  | Séries | Repêchage | Repêchage | Quarts de finale | Quarts de finale | Demi-finales | Demi-finales         | Finales | Finales       |
| Athlète       | Compétition | Temps   | Rang   | Temps     | Rang      | Temps            | Rang             | Temps        | Rang                 | Temps   | Rang          |
| ------------- | ----------- | ------- | ------ | --------- | --------- | ---------------- | ---------------- | ------------ | -------------------- | ------- | ------------- |
| Roberto López | Skiff       | 7:23.75 | 4e     | 7:27.75   | 5e        | -                | -                | 7:57.89      | 3e (Demi-finale E/F) | 7:41.32 | 5e (Finale E) |

Femmes
| Athlète              | Compétition | Séries  | Séries | Repêchage | Repêchage | Quarts de finale | Quarts de finale | Demi-finales | Demi-finales         | Finales | Finales       |
| Athlète              | Compétition | Temps   | Rang   | Temps     | Rang      | Temps            | Rang             | Temps        | Rang                 | Temps   | Rang          |
| -------------------- | ----------- | ------- | ------ | --------- | --------- | ---------------- | ---------------- | ------------ | -------------------- | ------- | ------------- |
| Camila Vargas Palomo | Skiff       | 8:01.60 | 5e     | 7:53.38   | 1re       | 8:07.67          | 6e               | 7:57.22      | 3e (Demi-finale C/D) | 8:19.75 | 4e (Finale C) |

## Cyclisme

### Cyclisme sur route
En cyclisme sur route, le Salvador a qualifié une femme et aucun homme.
| Athlète       | Compétition            | Temps           | Rang |
| ------------- | ---------------------- | --------------- | ---- |
| Evelyn García | Course en ligne femmes | 3 h 35 min 56 s | 26e  |

## Judo
| Athlète         | Compétition           | 1/32 de finale                   | 1/16 de finale      | 1/8 de finale       | Quarts de finale    | Demi-finales        | Repêchage 1         | Repêchage 2         | Finale              | Finale |
| Athlète         | Compétition           | Adversaire Résultat              | Adversaire Résultat | Adversaire Résultat | Adversaire Résultat | Adversaire Résultat | Adversaire Résultat | Adversaire Résultat | Adversaire Résultat | Rang   |
| --------------- | --------------------- | -------------------------------- | ------------------- | ------------------- | ------------------- | ------------------- | ------------------- | ------------------- | ------------------- | ------ |
| Carlos Figueroa | Moins de 66 kg hommes | Sasha Mehmedovic (CAN) 0000/0100 | -                   | -                   | -                   | -                   | -                   | -                   | -                   | -      |

## Haltérophilie
Hommes
| Athlète         | Épreuve    | Arraché  | Arraché | Épaulé-jeté | Épaulé-jeté | Total | Rang |
| Athlète         | Épreuve    | Résultat | Rang    | Résultat    | Rang        | Total | Rang |
| --------------- | ---------- | -------- | ------- | ----------- | ----------- | ----- | ---- |
| Julio Salamanca | - de 62 kg | 110      | 12e     | 150         | 11e         | 260   | 11e  |

## Natation
| Athlète       | Épreuve       | Séries  | Séries | Demi-finales | Demi-finales | Finale | Finale |
| Athlète       | Épreuve       | Temps   | Rang   | Temps        | Rang         | Temps  | Rang   |
| ------------- | ------------- | ------- | ------ | ------------ | ------------ | ------ | ------ |
| Rafael Alfaro | 400 m 4 nages | 4:35.80 | 35e    | NC           | NC           | -      | -      |

| Athlète        | Épreuve          | Séries  | Séries | Demi-finales | Demi-finales | Finale | Finale |
| Athlète        | Épreuve          | Temps   | Rang   | Temps        | Rang         | Temps  | Rang   |
| -------------- | ---------------- | ------- | ------ | ------------ | ------------ | ------ | ------ |
| Pamela Benitez | 800 m nage libre | 9:02.66 | 33e    | NC           | NC           | -      | -      |

## Tir
| Athlète       | Compétition                         | Qualification | Qualification | Finale | Finale |
| Athlète       | Compétition                         | Points        | Rang          | Points | Rang   |
| ------------- | ----------------------------------- | ------------- | ------------- | ------ | ------ |
| Melissa Mikec | Carabine à 10 m air comprimé femmes | 392           | 39e           |        |        |